# پیت د ویت
پیت د ویت (هلندی: Piet de Wit؛ زادهٔ ۶ مارس ۱۹۴۶) دوچرخه‌سوار اهل هلند است.
وی در مسابقات کشوری و بین‌المللی در مجموع برندهٔ ۲ مدال طلا، ۳ مدال نقره، ۲ مدال برنز شده‌است.